# Bautista Remiro de Navarra
Baptista o Bautista Remiro de Navarra, escritor español del Siglo de Oro.
Se llamaba a sí mismo tahúr de vocablos y escribió una famosa colección de novelas cortesanas, Los peligros de Madrid, (1646), editada modernamente para bibliófilos (Madrid, Aguilar, 1951) y también con introducción, estudio y notas de María Soledad Arredondo (Madrid: Castalia, 1996). Como moralista, pretendió ser una especie de Virgilio que condujera al lector por los ambientes depravados y marginales en la Corte de su época: los peligros en la calle y Prado alto, en casa, en el Soto, de la noche, en la calle Mayor, etcétera.

## Ediciones
Aparte de las arriba citadas, edición de Los peligros de Madrid, facsímil de la de Zaragoza, por Pedro Lanaja, 1646, por José Esteban, Editor, D.L., 1987, Madrid, Clásicos el árbol, 10. ISBN 84-85869-19-2.